# Latina (pokrajina)
Pokrajina Latina (tal. Provincia di Latina) je talijanska pokrajina u regiji Lacij. Glavni grad je Latina.
Na sjeveru graniči s pokrajinom Frosinone, na sjeverozapadu s pokrajinom Rim, na jugoistoku s Kampanijom (pokrajina Caserta), a na jugu s Tirenskom morem.
Pokrajina Latina je poznata i kao "Pontinska pokrajina" (Provincia pontina).

## Najveće općine
| Grb pokrajine | Općina (br.) | Br. stanovnika | Površina (km²) | Gustoća (stan./km²) | Pozivni br.    |
| ------------- | ------------ | -------------- | -------------- | ------------------- | -------------- |
|               | 33           | 519.850        | 2.251          | 231,0               | 0773, 06, 0771 |

| Grb | Glavni grad pokrajine | Br. stanovnika | Površina (km²) | Gustoća (stan./km²) | Nadmorska visina (m) | Pozivni br. |
| --- | --------------------- | -------------- | -------------- | ------------------- | -------------------- | ----------- |
|     | Latina                | 113.925        | 277            | 407,74              | 21                   | 0773        |

| Grad                  | Br. stanovnika | Površina (km²) | Gustoća (stan./km²) | Nadmorska visina (m) | Pozivni br. |
| --------------------- | -------------- | -------------- | ------------------- | -------------------- | ----------- |
| Aprilia               | 63.830         | 177,70         | 359                 | 80                   | 06          |
| Terracina             | 42.820         | 136            | 315                 | 22                   | 0773        |
| Formia                | 36.842         | 73             | 505                 | 19                   | 0771        |
| Fondi                 | 34.910         | 142            | 246                 | 8                    | 0771        |
| Cisterna di Latina    | 33.288         | 142            | 234                 | 77                   | 06          |
| Sezze Romano          | 22.835         | 101            | 216                 | 319                  | 0773        |
| Gaeta                 | 22.517         | 28             | 755                 | 2                    | 0771        |
| Minturno              | 18.584         | 42             | 442                 | 141                  | 0771        |
| Sabaudia              | 17.463         | 144            | 113                 | 17                   | 0773        |
| Priverno              | 13.744         | 56             | 234                 | 151                  | 0773        |
| Pontinia              | 13.476         | 112            | 114                 | 4                    | 0773        |
| Cori                  | 10.802         | 86             | 122                 | 384                  | 06          |
| Itri                  | 9.198          | 101            | 86                  | 170                  | 0771        |
| San Felice Circeo     | 8.260          | 32             | 258,13              | 98                   | 0773        |
| Sermoneta             | 7.073          | 44             | 144                 | 257                  | 0773        |
| Santi Cosma e Damiano | 6.581          | 31             | 212                 | 181                  | 0771        |
| Castelforte           | 4.254          | 29             | 147                 | 130                  | 0771        |
| Bassiano              | 1.614          | 31             | 52                  | 562                  | 0773        |

## Ponticijsko otočje
Ovo otočje sastoji se od dvije skupine otoka.
Općina Ponza upravno je odgovorna za četiri otoka:
- Ponza
- Palmarola
- Zannone
- Gavi

| Općina | Br. stan. | Površina (km²) | Gustoća (stan./km²) | Nadmoska visina (m) | Pozivni br. |
| ------ | --------- | -------------- | ------------------- | ------------------- | ----------- |
| Ponza  | 3.242     | 9,87           | 328                 | 10                  | 0771        |

Općina Ventotene odgovorna je za dva otoka: 
- Ventotene
- Santo Stefano

| Općina    | Br. stan. | Površina (km²) | Gustoća (stan./km²) | Nadmoska visina (m) | Pozivni br. |
| --------- | --------- | -------------- | ------------------- | ------------------- | ----------- |
| Ventotene | 633       | 1,54           | 411                 | 18                  | 0771        |

## Vanjske poveznice
- (tal.)Službena stranica